# Thestius azaria
Thestius azaria is een vlinder uit de familie van de Lycaenidae. De wetenschappelijke naam van de soort werd als Thecla azaria in 1869 gepubliceerd door William Chapman Hewitson.